# Saïran (métro d'Almaty)
Saïran (kazakh : Сайран (Sairan) ; russe : Сайран) est une station de la ligne 1 du métro d'Almaty. Elle est située à Almaty au Kazakhstan.
Elle est mise en service en 2015, avec le premier prolongement de la ligne 1.

## Situation sur le réseau
Établie en souterrain, Saïran est une station de la Ligne 1 du métro d'Almaty, située entre la station Alataou, en direction de la station terminus nord (provisoire) Raïymbek batyr, et la station Mäskeou terminus sud (provisoire).

## Histoire
La station Saïran est mise en service le 18 avril 2015, lors de l'ouverture d'un prolongement de 2,74 km, en direction de la nouvelle station terminus sud Mäskeou,.